# انقسام إمبراطورية المغول
بدأ انقسام الإمبراطورية المنغولية بوفاة مونكو خان عام 1259 أثناء حصار قلعة دياويو دون أن يكون له أي وريث شرعي، ما أدى إلى نشوب صراع داخلي بين أفراد سلالة عائلة تولي خان على لقب الخاقان، وتفاقم الوضع حتى أفضى إلى حرب تولي الأهلية. أدت تلك الحرب الأهلية، إلى جانب حرب بركة-هولاكو وحرب قيدو-قوبلاي التي تلتها، إلى ضعف سيطرة الخان الأكبر على الإمبراطورية المنغولية بأكملها، من ثم تحطمت الإمبراطورية إلى عدة خانات مغولية ذاتية الحكم: خانة القبيلة الذهبية في شمال الغرب، وخانية جغتاي في المنتصف، والدولة الإلخانية في جنوب الغرب، ومملكة يوان في الشرق المتمركزة فيما يُعرف في العصر الحديث بمدينة بكين. إلا أن أباطرة مملكة يوان كانوا يحملون لقب خاقانات الإمبراطورية. سعت كل خانة من الخانات الأربعة وراء مصالحها وأهدافها الخاصة، وسقطت كل خانة منها في أوقات مختلفة.

## الصراع على الخلافة
أوقف هولاكو خان (أخو مونكو خان) مسيرته العسكرية الناجحة داخل سوريا، وسحب معظم جيوشه واتجه بها إلى سهل مغان تاركًا فرقة عسكرية صغيرة تحت قيادة اللواء كتبغا. انتهزت جيوش الصليبيين المسيحيين وجيوش المماليك المسلمين المعادية فرصة ضعف دولة الجيش المغولي بعد إدراكهم أن المغول يشكلون خطرًا أدهى من حروبهم ضد بعضهم، وعقدوا هدنة سلمية استثنائية بينهم.
في عام 1260، تقدمت جيوش المماليك من مصر، وسمح لهم الصليبيون بأن ينصبوا خيامهم ويجددوا إمداداتهم داخل حصن عكا الصليبي، وتشابكوا مع جيوش كتبغا شمال منطقة الجليل في معركة عين جالوت. انتهت المعركة بهزيمة المغول وإعدام كتبغا. مثلت تلك المعركة المحورية نهاية التوسع الغربي للمغول، إذ لم تستطع حملات الجيوش المغولية بعدها أن تتجاوز سوريا.
سمع أخو هولاكو ومونكو، قوبلاي خان، نبأ هزيمة الخان الأكبر في نهر هواي في الصين. لم يعد قوبلاي أدراجه إلى العاصمة المغولية، بل واصل تقدمه داخل مقاطعة ووتشانغ في الصين بالقرب من نهر يانغتسي. انتهز الأخ الأصغر، أريق بوقا، فرصة غياب هولاكو وقوبلاي، واستغل موقعه داخل العاصمة للفوز بلقب الخان الأكبر (الخاقان)، واستطاع أن يكسب تأييد ممثلي فروع عائلة خان الذين توجوه قائدًا للكورولتاي في العاصمة المغولية قراقورم. وعندما علم قوبلاي بذلك، دعا إليه الكورولتاي الخاص به في مدينة كيانبينغ حيث أعلن جميع أمراء وسكان الصين الشمالية ومنشوريا عن دعمهم لقوبلاي ورفضهم حكم أريق بوقا.

## الحرب الأهلية
توالت المعارك بين جيوش قوبلاي، وجيوش أخيه أريق بوقا بما فيها الجيوش التي كانت موالية لمونكو خان قبل وفاته. قضت جيوش قوبلاي على مؤيدي أريق بوقا بسهولة، وتمكن قوبلاي من السيطرة على الإدارة المدنية في منغوليا الجنوبية. ظهرت تحديات جديدة أمام قوبلاي من جانب أولاد عمه الجغتائيين. أرسل قوبلاي أبيشكا، أمير جغتاي يخلص له الولاء، حتى يمسك زمام الأمور في خانية جغتاي. ولكن أريق بوقا أمسك به وأعدمه، وأرسل ألغو خان حتى يُتوج أميرًا بدلًا منه. حاصر قوبلاي مملكة أريق بوقا في منغوليا حتى يقطع عنه إمدادات الطعام، ما أدى إلى مجاعة في منغوليا. وسرعان ما سقطت قراقورم أمام قوبلاي، ولكن أريق بوقا احتشد برجاله وتمكن من استعادة سيطرته على العاصمة من جديد في عام 1261.
أعلن هولاكو، زعيم الخانة الجنوبية الغربية، الولاء لأخيه قوبلاي؛ ولكنه دخل في صراع مع ابن عمه بركة خان، قائد القبيلة الذهبية في الجانب الشمالي الغربي من المملكة، بدايةً من عام 1262. إذ إن بركة خان كان حانقًا على هولاكو بسبب الموت المشبوه لأمراء جوجي خان وهم في خدمته، وتقسيمه غنائم الحرب بشكل غير عادل، ومذابحه ضد المسلمين. ولهذه الأسباب فكر بركة خان في دعم ثورة المملكة الجورجية ضد حكم هولاكو في الفترة 1259–1260. تحالف بركة خان كذلك مع المماليك في مصر ضد هولاكو، وأيد حكم أريق بوقا، خصم قوبلاي.
مات هولاكو في 8 فبراير عام 1264. وعقب ذلك سعى بركة خان إلى استغلال الوضع لصالحه وباشر بغزو مملكة هولاكو، ولكنه مات وهو في طريقه إلى هناك. وبعدها ببضعة أشهر مات ألغو خان زعيم خانية جغتايهو الآخر. عين قوبلاي ابن هولاكو، أباقا خان، زعيمًا لمملكة إلخان، وبعدها سعى أباقا إلى عقد عدة تحالفات أجنبية، مثل محاولته عقد تحالف منغولي فرنسي مع الأوروبيين ضد المماليك في مصر. عين قوبلاي حفيد باتو خان، مونكو تيمور، قائدًا للقبيلة الذهبية. استسلم أريق بوقا أمام قوبلاي في شانغدو في 21 أغسطس عام 1264.

### تفكك المملكة المغولية إلى أربع خانات
عجلت هيمنة سلالة يوان الحاكمة (1271–1368) على المملكة المغولية على يد قوبلاي خان بتفكك الإمبراطورية المغولية. انقسمت الإمبراطورية المغولية إلى أربع خانات. حكمت عائلة تولي خان خانتين منهما: الملكة اليوانية والدولة الإلخانية. أسست عائلة جوجي خان مملكة القبيلة الذهبية، بينما أسس جغتاي خان خانية جغتاي. في عام 1304، أبرمت الخانات الأربعة معاهدة سلام فيما بينها، ونالت سلالة يوان الحاكمة سيادة اسمية على الخانات الغربية. استمرت النزاعات في صورة مناوشات حدودية، مثل الحرب التي دارت بين إسن بوقا خان وأيورباروادا خان في الـ1310ـات. وبقيت الخانات الأربعة على حالها دولًا مستقلة، وسقطت كل خانة منها في أوقات مختلفة.

### سلالة يوان الحاكمة
عارض الكثير من المنغوليين قرار قوبلاي خان عام 1264 بنقل العاصمة المغولية من قراقورم إلى خان بالق (دادو، أو بكين كما تُعرف في العصر الحديث). كافح أريق بوقا من أجل إبقاء مركز الإمبراطورية داخل الوطن المغولي الأم، وتبعه من بعد وفاته قيدو، حفيد أوقطاي خان، ومن ثم الأمير نايان.
نجح قوبلاي خان في غزو الصين بأكملها بعد قضائه على سلالة سونغ الحاكمة. حاولت أساطيل أسرة يوان أن تغزو اليابان مرتين في عامي 1274 و1281 بلا جدوى، ودمر إعصار الكاميكازي (أي «الرياح الإلهية») عددًا كبيرًا من سفنهم في كلتا المحاولتين. واجه عامة الشعب عدة مصاعب في ظل حكم أسرة يوان. ولذا ثار المحاربون المغول على حكم قوبلاي عام 1289. مات قوبلاي خان في عام 1294، وخلفه تيمور خان الذي واصل الحرب ضد قيدو، واستمرت تلك الحرب حتى موت قيدو عام 1301. تولى أيورباروادا خان الحكم عام 1312، وأسس نظام اختبارات الخدمة المدنية عام 1313.
نشبت ثورة تُدعى «ثورة العمامات الحمراء» في الصين في خمسينات القرن الرابع عشر، وتمكنت سلالة مينغ من الإطاحة بسلالة يوان في عام 1368. فر آخر إمبراطور من سلاسة يوان، توغون تيمور، شمالًا إلى مدينة يينغ تشانغ، ومات فيها عام 137. تقهقرت بقايا سلاسة يوان إلى الوطن المغولي الأم، وعُرفوا باسم سلالة يوان الشمالية، واستمروا في مقاومة الصين تحت حكم سلالة مينغ حتى تمكنت سلالة تشينغ الحاكمة من غزو أرض المغول بقيادة شعب المانشو، وهي سلالة تنحدر في أصلها من أحد إخوة جنكيز خان الثلاثة، خاسار.